# Raionul Camenca, județul Râbnița
Raionul Camenca a fost unul din cele patru raioane ale județului Râbnița din Guvernământul Transnistriei între 1941 și 1945.